# Landgericht Laubach
Das Landgericht Laubach war von 1822 bis 1879 ein erstinstanzliches Gericht der ordentlichen Gerichtsbarkeit in der Provinz Oberhessen des Großherzogtums Hessen mit Sitz in Laubach.

## Gründung
Ab 1821 trennte das Großherzogtum Hessen auch auf der unteren Ebene die Rechtsprechung von der Verwaltung. 
 Die bisher von den Ämtern wahrgenommenen Aufgaben wurden Landräten (zuständig für die Verwaltung) und Landgerichten (zuständig für die Rechtsprechung) übertragen. Infolge der in den Solmsischen Besitzungen Oberhessens erst 1822 durchgeführten Trennung von Justiz und Verwaltung kam es zur Bildung des Landgerichts Laubach so erst mit einem Jahr Verspätung. Dessen Bezirk wurde aus den solmsischen Ämtern Laubach, Utphe und der Gemeinde Einartshausen, einer Exklave der Grafschaft Solms-Rödelheim, gebildet. Die Grafen von Solms-Laubach ließen ihre Rechte hier nun durch das Großherzogtum Hessen in ihrem Namen ausüben.
In den standesherrlichen Gebieten der Provinz Oberhessen bestanden zunächst weiterhin Justizkanzleien für Verfahren zweiter Instanz in Büdingen (für das ehemalige Fürstentum Isenburg) und Hungen (für Solms). Dem übergeordnete Instanz war das Hofgericht Gießen. Auf das Recht der Gerichtsbarkeit zweiter Instanz verzichteten die Grafen von Solms 1823. Die letzten standesherrlichen Privilegien wurden erst in der Märzrevolution 1848 mit dem „Gesetz über die Verhältnisse der Standesherren und adeligen Gerichtsherren“ vom 15. April 1848 beseitigt.

## Bezirk
| Gemeinde         | Herkunft                   | Zugang | Abgang | Nach                 |
| ---------------- | -------------------------- | ------ | ------ | -------------------- |
| Hof Arnsburg     |                            | 1822   | 1848   | Landgericht Lich     |
| Einartshausen    | Grafschaft Solms-Rödelheim | 1822   | 1849   | Landgericht Schotten |
| Freienseen       | Amt Laubach                | 1822   |        |                      |
| Gonterskirchen   | Amt Laubach                | 1822   |        |                      |
| Ilsdorf          | Amt Laubach                | 1822   | 1853   | Landgericht Grünberg |
| Inheiden         | Amt Utphe                  | 1822   | 1848   | Landgericht Hungen   |
| Ort Klein-Eichen | Landgericht Grünberg       | 1853   |        |                      |
| Lardenbach       | Amt Laubach                | 1822   |        |                      |
| Laubach          | Amt Laubach                | 1822   |        |                      |
| Ruppertsburg     | Amt Laubach                | 1822   |        |                      |
| Trais-Horloff    | Amt Utphe                  | 1822   | 1848   | Landgericht Hungen   |
| Utphe            | Amt Utphe                  | 1822   | 1848   | Landgericht Hungen   |
| Wetterfeld       | Amt Laubach                | 1822   |        |                      |
| Wohnbach;        | Amt Utphe                  | 1822   | 1848   | Landgericht Hungen   |

## Weitere Entwicklung
Zum 1. November 1848 wurden eine Reihe von Orten (siehe Übersicht) an das Landgericht Hungen und der Hof Arnsburg mit der Bergermühle an den Landgericht Lich abgegeben.
Zum 1. Juni 1849 wurde Einartshausen an das Landgericht Schotten abgegeben.
Durch die umfassende Neuordnung der Gerichtsbezirke in der Provinz Oberhessen 1853, die zum 15. Oktober 1853 in Kraft trat, kam es zu einem Gebietstausch mit dem Landgericht Grünberg: Während Klein-Eichen neu zum Sprengel des Laubacher Landgerichts kam, wurde Ilsdorf nach dorthin abgegeben.

## Ende
Mit dem Gerichtsverfassungsgesetz von 1877 wurden Organisation und Bezeichnungen der Gerichte reichsweit vereinheitlicht. Zum 1. Oktober 1879 hob das Großherzogtum Hessen deshalb die Landgerichte auf. Funktional ersetzt wurden sie durch Amtsgerichte. So ersetzte nun das Amtsgericht Laubach das Landgericht Laubach. „Landgerichte“ nannten sich nun die den Amtsgerichten direkt übergeordneten Obergerichte. Das Amtsgericht Laubach wurde dem Bezirk des Landgerichts Gießen zugeordnet.

## Richter
- Karl Bücking, Landrichter (1855–1857)